# Springeria
Springeria is een geslacht uit de familie van pootroggen (Anacanthobatidae), orde Rajiformes.

## Soortenlijst
- Springeria folirostris (Bigelow & Schroeder, 1951)
- Springeria longirostris (Bigelow & Schroeder, 1962)